# エチオピア人種
エチオピア人種（エチオピアじんしゅ）は、東部アフリカのアビシニア高原からソマリ半島にかけて分布する人種。エチオピア人、ソマリ族などが含まれる。ネグロイドとコーカソイドの中間的特徴を持っており、四肢や骨盤の形態や比率はネグロイド的であるが、突顎・髪の縮れといった一般的にネグロイド的とされる特徴が弱く、逆に鼻が狭く突出・唇が薄いというコーカソイド的とされる特徴がみられる。このためネグロイドとコーカソイドの混血人種と見られているが、両親がそれぞれネグロイドとコーカソイドである子供（原文は「黒白混血児」）の形質とはかなり異なるので、昭和43年の時点で香原志勢は（単純な近隣人種の混血の結果誕生したわけではないとして）「この人種の成立に多大な研究課題を残している」としている。
エチオピア人種にはハプログループL3 (mtDNA)、ハプログループM1 (mtDNA)、ハプログループE1b1b (Y染色体)が高頻度である。

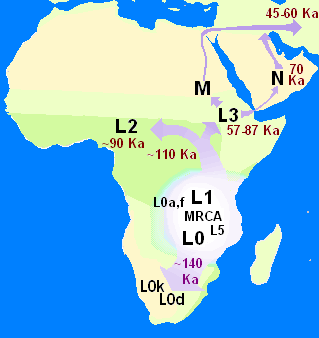
現生人類の母系のミトコンドリアDNAハプログループ